# (21190) 1994 JQ
1994 جاي كيو (ويعرف أيضًا باسم (21190) 1994 جاي كيو وفق تسمية الكوكب الصغير) (بالإنجليزية: 1994 JQ)‏ هو كويكب ضمن حزام الكويكبات؛ وترتيبه 21190 من حيث الاكتشاف.
اكتُشف هذا الجُرم الفلكي بواسطة Antonio Vagnozzi ‏ في 10 مايو 1994.

## وصلات خارجية
- (21190) 1994 JQ في قاعدة بيانات مختبر الدفع النفاث لأجرام النظام الشمسي الصغيرة

- الاكتشاف · مخطط المدار ·  العناصر المدارية · المعلمات المادية

- (21190) 1994 JQ على موقع ويكي سكاي: DSS2, SDSS, GALEX, IRAS, Hydrogen α, X-Ray, Astrophoto, Sky Map, Articles and images